# Lac Bienville
Lac Bienville ist ein See in der kanadischen Provinz Québec, in der Region Nunavik in Nord-du-Québec. 
Der See liegt etwa 300 km östlich der Hudson Bay auf der Labrador-Halbinsel.
Er liegt 428 m über Meereshöhe und hat eine Wasserfläche von 1047 km² sowie eine Gesamtfläche einschließlich Inseln von 1249 km².
Der Fluss Grande rivière de la Baleine bildet den Abfluss des Sees zur Hudson Bay hin.
Östlich des Sees steigt die Hügellandschaft bis auf 700 m Höhe an. Dort befindet sich die Wasserscheide zwischen dem weiter östlich gelegenen Caniapiscau-Stausee, der zum Einzugsgebiet der Ungava Bay gehört, und dem Lac Bienville, der zur Hudson Bay hin entwässert wird.
Der See wurde benannt nach Jean-Baptiste Le Moyne de Bienville (1680–1767).